# Шаля (район)
Район Шаля (словац. Okres Šaľa) — район Словакии. Находится в Нитранском крае.

## Население
| Год:                | 1994   | 2004    | 2014    | 2024    |
| ------------------- | ------ | ------- | ------- | ------- |
| Количество человек: | 54 540 | 54 110  | 52 780  | 49 971  |
| Разница:            |        | −0,78 % | −2,45 % | −5,32 % |

### Статистические данные (2001)
Национальный состав:
- Словаки — 61,9 %
- Венгры — 35,7 %
- Цыгане — 1,0 %
- Чехи — 0,5 %

Конфессиональный состав:
- Католики — 71,4 %
- Реформаты — 6,4 %
- Лютеране — 4,0 %